# Мартин, Франсуа
Франсуа Мартин (фр. François Martin; 1634 — 31 декабря 1706) — государственный деятель Франции. Видный деятель Заморских владений Франции.
С 1681 по октябрь 1693 года был исполняющим обязанности комиссара французской Ост-Индской компании (позже Французской Индии).
В сентябре 1693 года, когда голландцы заняли Пондичерри, нашёл убежище в Чанданнагаре, где находился до 1699 года.
С сентября 1699 года — первый генерал-губернатор Пондичерри. Находился на этом посту до своей смерти 31 декабря 1706 года. Тогда же — генерал-губернатор Французской Индии.
Основал город Пондичерри, будущую столицу Французской Индии.

## Память
- В городе Пондичерри в его честь названа улица.